# Municipio de Sandusky (condado de Richland)
El municipio de Sandusky (en inglés: Sandusky Township) es un municipio ubicado en el condado de Richland en el estado estadounidense de Ohio. En el año 2010 tenía una población de 993 habitantes y una densidad poblacional de 26,85 personas por km².

## Geografía
El municipio de Sandusky se encuentra ubicado en las coordenadas 40°45′54″N 82°42′36″O / 40.76500, -82.71000. Según la Oficina del Censo de los Estados Unidos, el municipio tiene una superficie total de 36.98 km², de la cual 36,91 km² corresponden a tierra firme y (0,18 %) 0,06 km² es agua.

## Demografía
Según el censo de 2010, había 993 personas residiendo en el municipio de Sandusky. La densidad de población era de 26,85 hab./km². De los 993 habitantes, el municipio de Sandusky estaba compuesto por el 95,37 % blancos, el 2,22 % eran afroamericanos, el 0,2 % eran amerindios, el 0,4 % eran asiáticos y el 1,81 % eran de una mezcla de razas. Del total de la población el 0,4 % eran hispanos o latinos de cualquier raza.